# Internationale luchthaven Vnoekovo

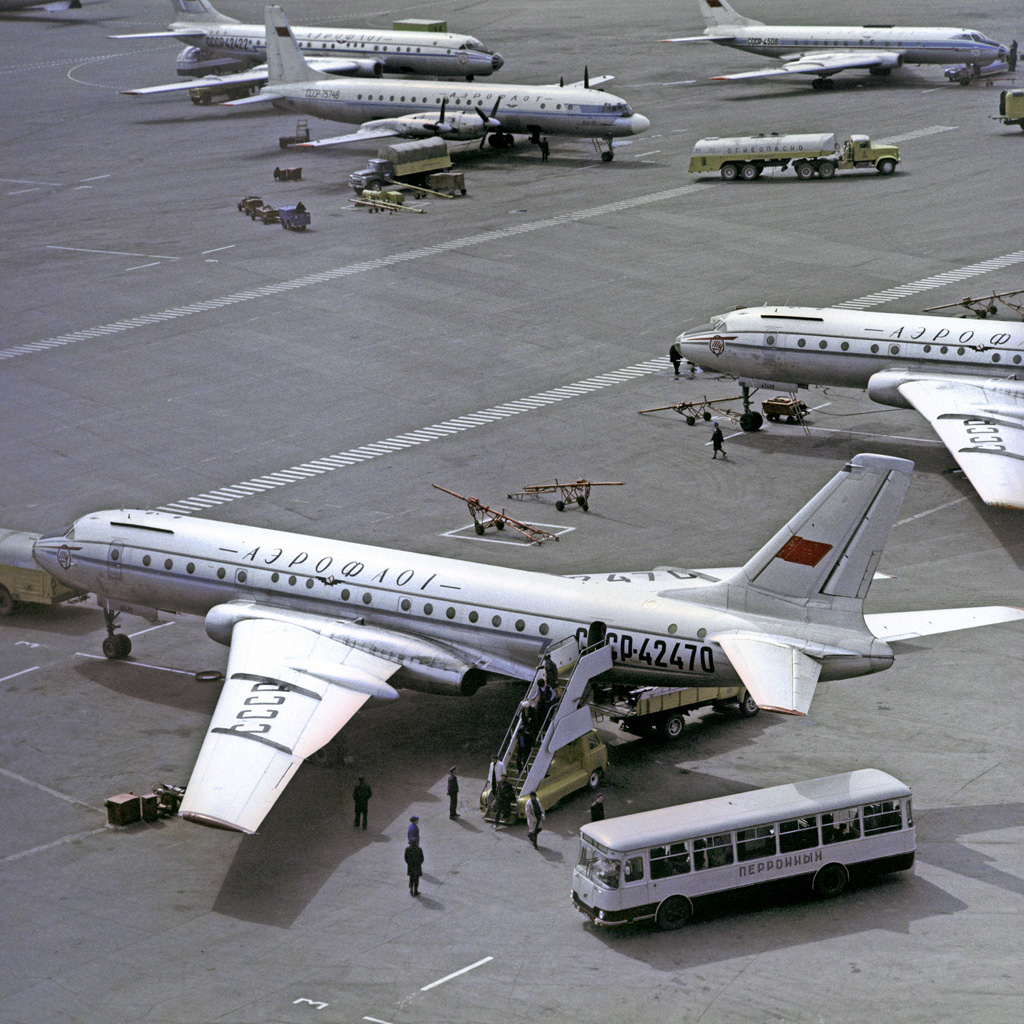
Luchthaven Vnoekovo (1971)

De internationale luchthaven Vnoekovo (Russisch: Международный аэропорт Внуково) is een internationale luchthaven, gelegen op 28 kilometer ten zuidwesten van Moskou.
Het is een van de drie primaire luchthavens van Moskou (samen met luchthaven Domodedovo en luchthaven Sjeremetjevo). Het is tevens de oudste actieve luchthaven van Moskou en de hoogstgelegen luchthaven van de stad.
De luchthaven heeft twee betonnen landingsbanen, elk ongeveer 3 kilometer lang. Verder heeft de luchthaven twee passagiersterminals (internationale terminal B en nationale terminal 2), een algemene terminal, een vrachtterminal, en 60 standplaatsen voor vliegtuigen. De luchthaven kan 3680 passagiers per uur verwerken.
De luchthaven Vnoekovo heeft een VIP-hal, die voornamelijk gebruikt wordt door politieke leiders en andere belangrijke mensen die Rusland bezoeken.

## Geschiedenis

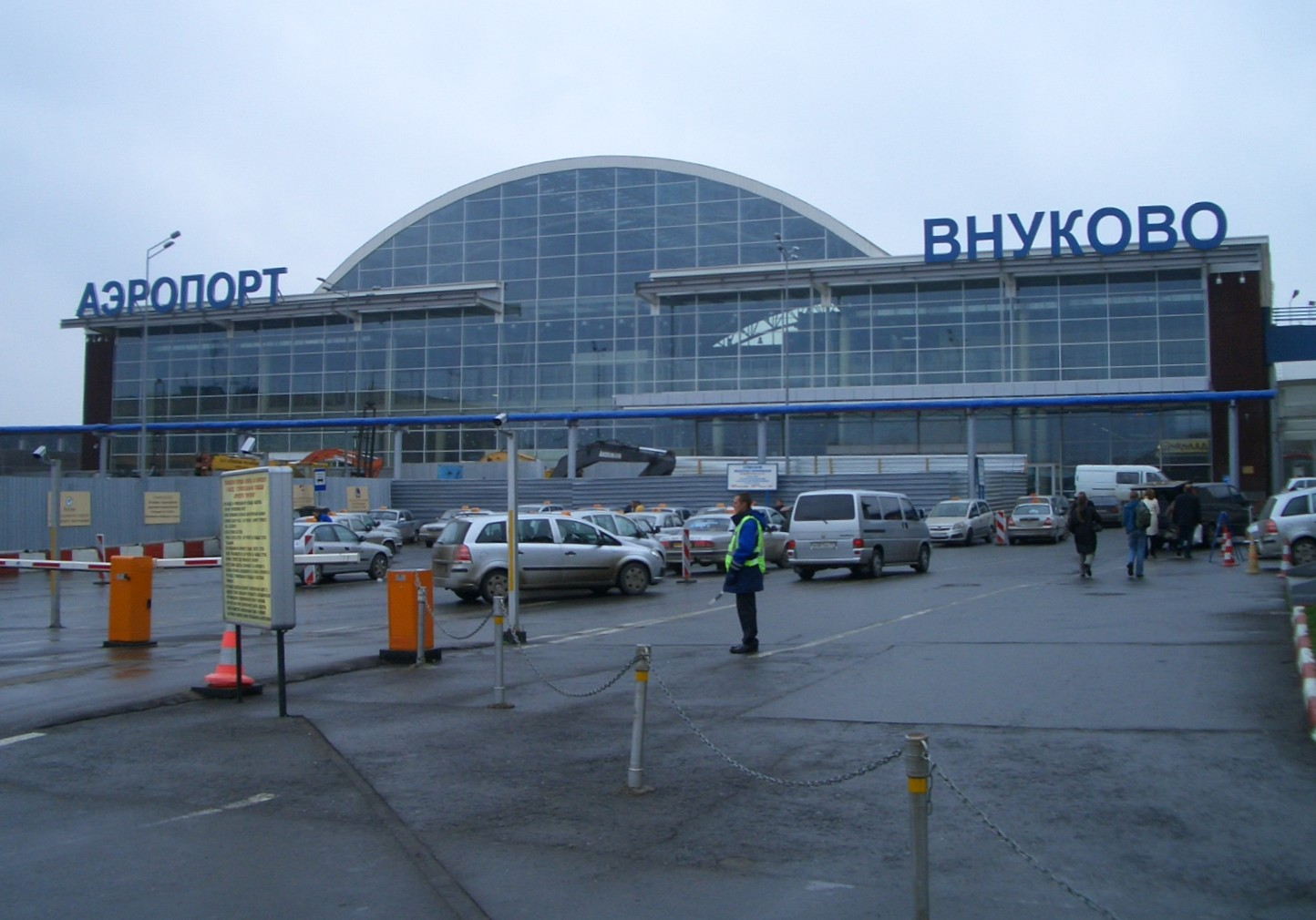
Internationale terminal van Vnoekovo

Vnoekovo werd aangelegd omdat de bestaande luchthaven Chodynka te vol werd. De bouw begon in 1937, en de luchthaven werd op 1 juli 1941 in gebruik genomen. Tijdens de Tweede Wereldoorlog deed Vnoekovo dienst als militair vliegveld. Na de oorlog werd het vliegveld omgebouwd tot passagiersluchthaven.
Op 15 september 1956 landde de eerste Tupolev Tu-104 op de luchthaven. Ook de eerste vluchten van de Iljoesjin Il-18 en Tupolev Tu-114 vonden plaats vanaf de luchthaven.
Eind 2003 begon een grote verbouwing op de luchthaven, mede door het feit dat het beheer over de luchthaven door de nationale overheid werd overgedragen aan de overheid van Moskou. In april 2004 werd een nieuwe terminal geopend: terminal B, voor internationale vluchten. In augustus 2005 kreeg de luchthaven een verbinding met de Aeroexpress naar Station Moskva Kievskaja.